# William Hewson
William Hewson, född 1739, död 1774, var en engelsk läkare och fysiolog.
William Hewson var elev till John Hunter. Han omkom efter likförgiftning, men han under sin korta levnad göra viktiga rön om bland annat lymfkärlsystemet, blodets egenskaper, mjälten med mera. Hewson var den förste, som beskrev lymfocyterna och han påvisade, att de röda blodkropparna normalt hade formen av rundade plattor, ej var sfäriska som kulor, vilket man tidigare antagit, och att de bibehöll sin naturliga form i saltlösningar men blev sfäriska i vatten. Han viktigaste upptäckt var dock fibrinogenet eller den "koagulabla lymfan" som han kallade det, och påvisandet, att blodets levring berodde på utfällning av detta ämne.